# المرأة الخطرة (ألبوم بريتني سبيرز)
فيم فيتال (المرأة الخطرة) (بالإنجليزية: Femme Fatale)‏ هو سابع ألبوم ستوديو للمغنية الأمريكية بريتني سبيرز، أصبح الألبوم متاحاً للتحميل الرقمي بتاريخ  25 مارس، 2011 بواسطة تسجيلات جايف.
أرادت بريتني أن تصنع موسيقى منعشة وألبوم رقص شرس، وهكذا احتوى الألبوم مزيجاً من البوب الراقص، الموسيقى الالكترونية والتكنو والترانس، وبدأ العمل عليه في نهاية جولة سبيرز الموسيقية «السيرك بطولة بريتني سبيرز» وأنتج الألبوم عدد من المنتجين منهم ماكس مارتن وويل.اي.ام .
تلقى الألبوم تعليقات ايجابية وأثنى النقاد على الأسلوب الموسيقى فيه، ولكن لاحظوا استخدام سبيرز المفرط في استخدام الاوتوتيون، وبعضهم قالوا أنها لم تعد تهيمن على أجواء الألبوم بطريقتها في الغناء بل تعديل صوتها بتعديلات حديثة. على كل حال، تربع الألبوم على عرش قوائم الألبومات في استراليا، البرازيل، كندا، المكسيك، روسيا، كوريا الجنوبية والولايات المتحدة، ودخل قائمة توب 20 في أربع وعشرون دولة. وهكذا يكون هذا الألبوم سادس ألبوم لها يصل إلى #1 في الولايات.
أصدرت سبيرز 4 أغاني منفردة من الألبوم، وأصبح ألبوم سبيرز الأول الذي يملك 3 أغاني ضمن قائمة توب 10 في الولايات، وهي: «تمسكه عني»، «حتى ينتهي العالم» و «أريد الذهاب». الأغنية الرابعة والأخيرة «مجرم» كانت #1 في البرازيل وضمن قائمة توب 20 في 5 دول. روجت بريتني للألبوم باطلالات تلفزيونية وبجولتها  الموسيقية الخاصة بالألبوم «جولة فيم فيتال (المرأة الخطرة)» .
شارك كل من «نيكي ميناج» و «كيشا» بريتني في غناء نسخة الريمكس من أغنية «حتى ينتهي العالم»، وشاركت سبيرز المغنية «ريانا» في غناء نسخة الريمكس «S&M» من ألبومها «Loud» سنة 2011، وغنت سبيرز هذه النسخة في جولتها.

## قائمة أغاني الألبوم
| #   | عنوان الأغنية                             | المدة |
| --- | ----------------------------------------- | ----- |
| 1.  | "حتى ينتهي العالم Till The World Ends"    | 3:58  |
| 2.  | "تمسكه ضدي Hold It Against Me"            | 3:49  |
| 3.  | "الداخل إلى الخارج Inside Out"            | 3:38  |
| 4.  | "أريد أن أذهب I Wanna Go"                 | 3:30  |
| 5.  | "كيف التف How I Roll"                     | 3:36  |
| 6.  | "جميلة (لحد الموت) (Drop Dead) Beautiful" | 3:36  |
| 7.  | "و اختمها بقبلة Seal It With A Kiss"      | 3:26  |
| 8.  | "لحن كبير Big Fat Bass"                   | 4:44  |
| 9.  | "مشكلة بالنسبة لي Trouble for Me"         | 3:20  |
| 10. | "رحلة إلى قلبك Trip to Your Heart"        | 3:33  |
| 11. | "بنزين Gasoline"                          | 3:08  |
| 12. | "مجرم Criminal"                           | 3:45  |

## روابط خارجية
- دايناستي على موقع ميتاكريتيك (الإنجليزية)
- دايناستي على موقع أول موفي (الإنجليزية)